# 蘭德里海崖
蘭德里海崖（英語：Landry Bluff）是南極洲的海崖，位於杜費克海岸，屬於丘默勒斯山的一部分，處於洛基冰川終點以北，現時由南極條約體系管理。

## 外部連結
. . United States Geological Survey.   [2013-05-29].
85°16′S 175°37′W / 85.267°S 175.617°W